# René Steichen
René Steichen (Diekirch, 27 novembre 1942) è un politico lussemburghese, esponente del Partito Popolare Cristiano Sociale.
È stato commissario europeo.

## Formazione e carriera professionale
Steichen frequentò il ginnasio a Diekirch. Studiò giurisprudenza all'università di Aix-en-Provence e alla Sorbona, poi nel 1966 si laureò in scienze politiche all'Istituto di studi politici di Parigi.
Dopo avere ricevuto l'abilitazione, Steicher praticò la professione legale a Diekirch.

## Carriera politica
Nel 1969 Steichen venne eletto consigliere comunale a Diekirch e nel 1974 divenne sindaco della cittadina. Svolse l'incarico per dieci anni.
Nel 1979 Steichen venne eletto membro del parlamento del Lussemburgo e nel 1984 fu nominato segretario di stato per l'agricoltura e la viticoltura nell'ambito del primo governo Santer (1984-1989). Nel successivo governo Santer II Steichen fu ministro dell'agricoltura, della viticoltura e dello sviluppo rurale.

### Commissario europeo
Nel dicembre 1992 Steichen si dimise dall'incarico ministeriale e dal mandato parlamentare, dopo essere stato indicato dal governo del suo paese come commissario europeo del Lussemburgo. Entrò in carica il 6 gennaio 1993 come commissario europeo per l'agricoltura e lo sviluppo rurale nell'ambito della Commissione Delors III. Rimase in carica fino al 6 gennaio 1995. Come commissario Steichen emanò regole più stringenti sul trasporto di animali e promosse iniziative contro la sovrapproduzione di carne all'interno dell'Unione europea e contro il continuo aumentò dei sussidi agricoli europei.

## Attività successive
Dopo la fine dell'esperienza politica, nel giugno 1995 Steichen venne nominato membro del consiglio di amministrazione della compagnia di telecomunicazioni SES Global. Nell'aprile 1996 è stato eletto presidente del consiglio di amministrazione della società. Fa parte dei consigli di amministrazione di altre società legate a SES.
Steichen è stato direttore presso la società Luxempart. Dal marzo 2011 fa parte del consiglio di amministrazione della banca Dexia in Lussemburgo.